# Atelopus erythropus
Atelopus erythropus és una espècie d'amfibi de la família dels bufònids. Viu al Perú de forma endèmica en la zona de la Serralada de Carabaya en el vessant amazònic del departament de Puno. Té un rang altitudinal de 1.800-2.500m. Es tracta d'una espècie terrestre i d'aigua dolça. Habita el bosc de núvols al vessant amazònic dels Andes peruans. No s'espera que les espècies siguin tolerants amb la degradació de l'hàbitat. Es creu que la cria es produeix que portarà a terme en els rierols. La principal amenaça probable per a aquesta espècie és la quitridiomicosi, que condueix a una disminució de la població catastròfica, com ha passat en moltes altres espècies de muntanya de Atelopus. Aquesta malaltia encara no ha estat registrada en aquesta espècie, però la incidència de la malaltia se sap que s'està estenent al nord del Perú. Aquesta espècie no és present en les àrees protegides. Si la quitridiomicosi demostra que és una amenaça per aquesta espècie, llavors el manteniment de les poblacions en captivitat serà una mesura de conservació necessària.